# Leonida Tonelli
Leonida Tonelli   (Gallipoli, 19 d'abril de 1885 - Pisa, 12 de març de 1946) va ser un matemàtic italià.

## Vida i Obra
Tot i haver nascut al sud d'Itàlia, Tonelli era de família veneciana i va passar la seva infància i adolescència a diverses ciutats del nord com Gemona, Pavia i Pesaro, acabant l'ensenyament secundari en aquesta última. El 1902 va ingressar a la universitat de Bolonya per estudiar matemàtiques; va tenir com a professors Salvatore Pincherle, Cesare Arzelà i Federigo Enriques entre d'altres. Malgrat haver patit una greu infecció intestinal que el va retardar en els estudis, va aconseguir obtenir el doctorat el 1907 amb una brillant tesi dirigida per Arzelà.
Immediatament va esdevenir assistent de Pincherle i el 1910, malgrat les males relacions d'Arzelà i Pincherle, aquest va accedir a que el substituís en les seves classes, per malaltia. El 1913 va obtenir per oposició la plaça d'anàlisi algebraica a la universitat de Càller, en la qual només va estar un curs, ja que l'any següent va passar a la universitat de Parma. El 1916 va interrompre la seva carrera acadèmica per allistar-se en l'exèrcit italià: durant la Primera Guerra Mundial va combatre a Macedònia i als Alps, rebent diverses medalles al valor. Acabada la guerra, va tornar a la seva activitat investigadora i docent a Parma.
El 1922 va ser nomenat professor d'anàlisi matemàtica a la universitat de Bolonya, en la qual va romandre fins al 1930 en que va passar a la universitat de Pisa. Malgrat el seu públic antifeixisme (va ser un dels primers signants del Manifesto Croce), va assumir la tasca de reorganitzar la Scuola Normale Superiore de Pisa, la qual va aconseguir salvar de l'ocupació alemanya el 1943.
Les seves principals contribucions a les matemàtiques van ser en els camps del càlcul de variacions, equacions diferencials i integrals, sèries de Fourier i longituds i superfícies funcionals. El 1921 i el 1923 va publicar els dos volums del que es considera el treball definitiu sobre càlcul de variacions: Fondamenti di calcolo dellle variazioni. El seu llibre Serie trigonometriche (1928) i els quatre volums d'apunts i exercicis de classe d'anàlisi, juntament amb més de 160 articles a revistes científiques, constitueixen també el seu llegat intel·lectual.